# Закон чоловіків
«Закон чоловіків» (фр. La Loi des mâles) — історичний роман французького письменника Моріса Дрюона, четвертий в серії «Прокляті королі». Є прямим продовження роману «Отрута корони». Французькою був виданий у 1957 році.
В цій частині роману розповідається про нещадну боротьбу, яку ведуть, щоб добитися регентства, три родичі покійного короля Людовіка: його брат граф де Пуатьє, дядько — граф де Валуа і кузен — герцог Бургундський

## Сюжет

### Частина перша. Філіппе, закрий ворота
Розділ I. Біла королева
Королева Клеменція залишається вдовою і тепер за звичаєм має носити білий одяг. Граф Валуа сподівається стати регентом при королеві і просить її переїхати до замку Сіте. Клеменція спустошена втратою чоловіка, але вирішує покинути їх замок у Венсені та повернутись в Париж
Розділ II. Кардинал, що не вірить в пекло
Жак Дюез приймає в себе Гуччо Бальоні, який змушений переховуватись від братів Крессе. Він дізнається від хлопця про смерть короля та їде до графа Пуатьє, щоб передати послання від Бувілля.
Розділ III. Ворота Ліону
Жак Дюез повідомляє Філіппу про смерть короля. Вони радяться стосовно виборів нового Папи і приходять до висновку, що варто висунути Дюеза і його зможе підтримати більшість, якщо вдало використати всі можливості. Філіпп роздумує над поверненням до Парижа, аби зайняти місце регента
Розділ IV. «Осушимо сльози наші»
За регентство змагаються троє: Карл Валуа, Філіпп Пуатьє та граф Бургундський. Карл Валуа намагається отримати владу завдяки Клеменції, яку тримає як заручницю. Граф Бургундський заявляє про свої права як дядько Жанни, старшої доньки Людовика (яку вважають позашлюбною). Філіпп оголошує себе регентом як брат Людовика і поступово створює власну опозицію з людей, які не були задоволені правлінням Людовика спільно з Валуа. Він поступово збільшує свій вплив в Ліоні і вирішує повернутись до Парижу щоб прийняти регентство остаточно.
Розділ V. Ворота конклаву
Під приводом молитви за упокій короля Людовика, Філіпп збирає кардиналів в церкві та замикає їх всередині. Кардиналам висувається умова: ніхто з них не покине церкву, допоки не оберуть нового Папу. Дюез лишає біля себе Гуччо. Філіпп повертається до Парижу.
Розділ VI. Із Нофля в Сен-Марсель
Марі на п'ятому місяці вагітності вирішують відправити в монастир. Брати Крессе відвозять її до Парижу і віддають Толомеї. Бувілль на його прохання домовився про місце в одному з кращих монастирів, куди відправляють дівчат з благородних сімей. Толомеї обіцяє забрати її звідти після народження дитини.
Розділ VII. Двірцеві ворота
Філіпп прибуває в замок Фонтенбло, де зустрічається з Валуа. Вночі Філіпп таємно покидає замок і їде до замку в Сіте. Незважаючи на охорону, Філіпп заходить в замок та займає королівські покої. Валуа, який прибуває зранку, змушений скласти присягу та визнати Філіппа регентом.
Розділ VIII. Перші візити графа Пуатьє
Прийнявши регентство, Філіпп одразу ж відвідує королеву Клеменцію та дає їй обіцянку відправити її до Венсену, де королева воліє народити дитину. Філіпп, побачивши стан королеви, має сумніви, що вона зможе народити. Після цього він їде до своєї дружини Жанни і просить її лишитись поки що в готелі Артуа, попри заперечення Маго. Філіпп не відкриває істину причину цього: він хвилюється, що асамблея щодо регентства може пройти не надто мирно.
Розділ IX. Дитина народжена в п'ятницю
Філіпп готується до асамблеї. На ній мають засвідчити документ за яким Філіпп стане регентом до моменту досягнення повноліття сином Людовика, якщо ж народиться донька, то до повноліття Жанни. При цьому подальше правління описано досить туманно, адже бачити жінку на престолі не надто хочуть, тим більше Жанну, стосовно батьківства якої є значні сумніви. Карл Валуа продовжує підбурювати людей проти Філіпа. В п'ятницю зранку Жанна народжує сина. Філіп велить тримати це в таємниці до того як його остаточно призначать регентом.
Розділ Х. Асамблея трьох династій
На асамблеї, попри протести Артуа, Філіппа називають регентом та складають йому присягу. Ед Бургундський та Артуа відмовляються присягати на вірність.
Розділ ХІ. Наречений і наречена грають в котики і мишки
Філіпп прагне отримати присягу від Еда Бургундського і ввечері зустрічається з ним для приватної розмови. Ед не бажає уступати навіть після домовленості віддати Жанну на виховання до Бургундії. Тоді Філіпп пропонує в дружини Еду свою старшу доньку, яка має успадкувати графство Бургундське від матері. Ед погоджується.

### Частина друга. Графство Артуа та конклав
Розділ I. Прибуття графа Робера
Робер повертається в графство Артуа з твердим наміром захопити його. Разом зі своїми прибічниками він влаштовує гуляння в замку Еден, який до цього був розграбований та понищений. Жерар Кьяре повідомляє Роберу цікаву новину: Фер'єни продали отруту Маго за два тижні до смерті короля, а перед цим любовне зілля, яке привернуло Філіппа назад до Жанни.
Розділ II. Папський ломбардець
Кардинал Дюез йде на хитрість аби стати папою. Він прикидається немічним та хворим, а Гуччо підіграє йому в цьому, розповідаючи всім наскільки погано він почувається. Афера вдається: кардинали голосують за Дюеза, переконані, що той невдовзі звільнить престол і вони зможуть провести нові вибори. До того ж Толомеї скуповує задешево всі боргові зобов'язання Дюеза за порадою Гуччо і тепер Папа стає його боржником.
Розділ III. Плата за злочин
Філіпп відмовляється допомогти Маго з поверненням графства Артуа. Розізлившись на зятя, Маго відкриває йому правду про смерть Людовика. Філіпп розуміє, що це не повинно вийти на загал, оскільки тоді його регентство опиниться під загрозою.
Розділ IV. Нас примушують воювати
Робер Артуа продовжує влаштовувати погроми у графстві, попри всі спроби Філіппа та інших зупинити його. Король змушений піти на крайні заходи: зібрати військо та зупинити Роберта на полі битви.
Розділ V. Військо регента захоплює полоненого
Робер добровільно здається Філіппу і погоджується підписати мирну угоду на умовах короля. Проте він має таємний план: його люди продовжать влаштовувати напади в графстві, щоб виграти трохи часу для Робера. Пізніше Робер планує звинуватити Маго та Філіппа в отруєнні Людовика за допомогою Фер'єнів.

### Частина третя. Траур та коронування
Розділ I. Королівська годувальниця
Королева Клеменція народжує сина Іоанна, проте вона в поганому стані після родів. Марі також народжує сина в монастирі. Мадав Бувілль забирає Марі до королеви, аби та стала годувальницею для майбутнього короля.
Розділ II. На все воля Божа
Грфиня Маго обурена народженням Іоанна. Вона хотіла бачити королем свого зятя, а доньку королевою. Під час хрестин хлопчику стає зле і його ледве встигають врятувати. Маго вирішує, що це вдалий знак, оскільки тепер смерть дитини навряд чи викличе підозри. Філіпп просить Маго не робити необдуманих кроків і попереджає, що сім'я Фер'єнів зникла. Графиня вирішує не прислухатись до короля і під час церемонії представлення отруїти свого похресника, а якщо випливе справжня причина смерті, звинуватити Марі.
Розділ III. Хитрий Бувілль
Бувілль не довіряє Маго і боїться, що під час церемонії вона може вчинити замах на Іоанна. Йому в голову приходить ідея підмінити дітей. Марі погоджується показати власного сина на церемонії після умовлять Юге.
Розділ IV. Перед вам король, мессіри
Під час церемонії, дитину передають в руки Маго, яка стала хресною для хлопчика. Графиня дає хлопчику отруту, яка несподівано для неї одразу ж діє. Дитина помирає.
Розділ V. Ломбардець в усипальниці Сен-Делі
Бувілль не встигає розповісти правду про дитину королю, оскільки той негайно повертається до Парижу. Пізніше, обдумавши всі події він розуміє, що король міг знати про плани Маго, а якщо не знав, навряд чи йому зараз буде вигідна правда. Разом з дружиною, він вмовляє Марі тримати в таємниці все, що відбулось сьогодні і виховати Іоанна як свого сина. Марі з дитиною відправляють назад до монастиря, а її сина хоронять поряд з королем Людовиком. Регент Філіпп стає королем Філіпом V Довгим.
Розділ VI. Франція в залізних руках
Філіпп прагне зосередити владу в своїх руках. Він відновлює Салічний закон, який колись діяв у Франкській державі і попри незаконність даного вчинку, правники впроваджують його у Франції під тиском короля. За даним законом жінка не може зійти на трон, тож будь-які спроби зробити королевою Жанну стають неможливі. Філіпп починає приймати свої перші рішення: викуповує майстерні по чеканці монет, готує реформи системи штрафів та казначейських зборів.
Розділ VII. Безжально розбиті мрії
Стан здоров'я Клеменції покращується. Вона повністю розбита після смерті сина і намагається тамувати свій біль розвагами та коштовностями. Гуччо повертається з листом від папи: він тепер зможе довести, що Марі його дружина і забрати її з монастиря. Мадам Бувілль, дізнавшись про це, їде до Марі і примушує відмовитись від Гуччо. Коли жодні вмовляння не допомагають, мадам Бувілль погрожує їй вбивством чоловіка. Марі пише прощальний лист до Гуччо.
Розділ VIII. Від'їзди
Гуччо обурений листом Марі. Він вирушає до монастиря, проте дізнається, що брати Крессе забрали її назад до замку. Гуччо розчаровується в своїх почуттях та вирішує повернутись до Італії. Робера випускають з в'язниці і він одразу іде до Толомеї по гроші. Він розповідає про отруєння Людовика та причетність Маго до цього. До того ж він певен, що Іоанна також було вбито.
Розділ IX. Напередодні коронації
Реймс готується до церемонії коронації. Філіпп обговорює деталі з Валуа.
Розділ X. Реймські дзвони
Карл відвідує брата перед коронацією та просить зробити його пером. Філіпп грубо відмовляє брату і звинувачує його у тривалих підігравання Валуа. Зовнішні ворота закривають, розпочинається коронація. Карл разом з Філіппом Валуа іде з міста, перелізши через мур. Його мета — зустрітися з Бланкою, щоб дізнатись про походження доньки Людовика Жанни та підтвертити свої сумніви щодо порядності дружини Філіппа. Під час коронації герцогиня Агнеса, донька Людовика Святого заявляє, що не схилиться перед Філіппом, а справжньої спадкоємицею престолу має стати донька Людовика. Попри це Філіппа коронують.

## Ключові персонажі
Королева Франції:
- Клеменція Угорська, внучка Карла II Анжу-Сицилійського і Марії Угорської, друга дружина, а зараз вдова Людовика X Сварливого, короля Франції і Наварри, 23 роки.

Діти Людовика Х:
- Жанна Наваррська, дочка Людовика від першої дружини Маргарити Бургундської, 5 років.
- Іоанн I, названий Посмертним, — син Людовика X і Клеменції Угорської, король Франції.

Регент:
- Філіпп, другий син Філіппа IV Вродливого і брат покійного Людовика X, граф Пуатьє, пер Франції, пфальцграф Бургундський, сір Саленський, регент, а пізніше король Франції — Філіпп V Довгий, 23 роки.

Його брат:
- Карл, молодший син Філіппа IV Вродливого, граф де ла Марш, майбутній король Карл IV Вродливий, 22 роки.

Дружина Філіппа:
- Жанна Бургундська, дочка графа Оттона IV Бургундського і графині Маго Артуа, спадкоємиця графства Бургундського, 23 роки.

Їх діти:
- Жанна, також називають Бургундська, 8 років.
- Маргарита, 6 років.
- Ізабелла, 5 років.
- Луї-Філіпп Французький.

Гілка Валуа:
- Карл, син Філіппа III та Ізабелли Арагонської, брат Філіппа IV Вродливого, граф Валуа, граф Менський, Анжуйський, Алансонський, Шартрський, Першський, пер Франції; носив у минулому титул імператора Константинопольського, граф Романський, 46 років.
- Філіпп Валуа, син Карла Валуа і Маргарити Анжу-Сицилійської, майбутній король Філіпп VI, 23 роки.

Гілка Д'Евре:
- Людовик Французький, син Філіппа III і Марії Брабантської, брат Філіппа IV Вродливого і Карла Валуа, граф Евре і Етампа, 40 років.
- Філіпп Д'Евре, його син.

Гілка Клермон-Бурбонів:
- Робер, граф Клермонський, шостий син Людовика Святого, 60 років.
- Людовик Бурбон, син Робера.

Гілка Артуа, починається від одного з братів Людовика Святого:
- Графиня Маго Артуа, пер Франції, вдова пфальцграфа Оттона IV, мати Жанни і Бланки Бургундських, теща Філіппа Пуатьє і Карла де ла Марша, близько 45 років.
- Робер III Артуа, племінник Маго, граф Бомон-ле-Роже, сеньйор Конша, 29 років.

Герцоги Бургундські:
- Агнесса Французька, молодша дочка Людовика Святого, герцогиня Бургундська, вдова  герцога Робера II, мати  Маргарити Бургундської, 57 років.
- Ед IV, її син, герцог Бургундський, брат Маргарити і дядько Жанни Наваррської, близько 35 років.

Графи Вьєнські:
- Дофін Іоанн II де ла Тур дю Пен, зять королеви Клеменції.
- Гіг, його син.

Головні сановники королівства:
- Гоше де Шатійон, коннетабль Франції.
- Рауль де Прель, легіст, колишній радник Філіппа Вродливого.
- Юг де Бувілль, колишній камергер Філіпа Вродливого.
- Сенешаль де Жуанвілль, сподвижник Людовика Святого, літописець.
- Міль де Нуайє, легіст, колишній маршал війська Філіппа IV і зять коннетабля.
- Ансо де Жуанвілль, син сенешаля, радник регента.
- Адам Эрон, перший камергер регента.
- Граф Жан де Форэ.

Маршали:
- Жан де Корбей і Жан де Бомон, названий Вигрібай Назад.
- Пьєр де Галар, командир арбалетників.
- Робер де Гамаш і Гійом де Серіз, камергери.
- Жоффруа де Флері, казначей.

Кардинали:
- Жак Дюез, кардинал курії, пізніше папа Іоанн XXII, 72 роки.
- Франческа Каетані, племінник папи Боніфація VIII.
- Арно д'Ош, кардинал-камерлінг.
- Наполеон Орсіні.
- Жак и П'єр Колонна.
- Беранже Фредолі
- Арно де Пелагрю, Стефанескі, Мандгу та решта.

Барони графства Артуа:
- Варенн, Суастр, Комон, Фієнн, Пікіньї, К'єре, Опонльє, Боваль та решта.

Ломбардці:
- Спінелло Толомеї, банкір із Сієни, що влаштувався в Парижі, 61 рік.
- Гуччо Бальоні, його племінник, близько 19 років.
- Боккаччо, комівояжер, батько письменника Бокаччо.

Сімейство де Крессе:
- Мадам Еліабель, вдова сіра де Крессе.
- П'єр і Жан, її сини, 22 і 24 роки.
- Марі, її донька, 18 років.

А також:
- Робер де Куртене, архієпископ Реймський.
- Гійом де Мелло, радник герцога Бургундського.
- Мессір Варе, суддя Ліона.
- Жофруа Кокатрі, багатий містянин, постачальник зброї.
- Мадам де Бувілль, дружина колишнього першого камергера короля Філіппа Вродливого.
- Беатріса Д'ірсон, племінница канцлера графства Артуа, придворна дама графині Маго.

## Реакція
Письменник Джордж Мартін є шанувальником Моріса Дрюона та «Проклятих королів». Він назвав Дрюона найкращим фпанцузьким письменником історичних романів  після Олександра Дюма. «Прокляті королі» стали одним із головних джерел натхнення при створенні знаменитого циклу романів самого Мартіна «Пісня льоду та вогню». У 2013 році видавництво HarperCollins (те саме, яке публікує романи з циклу «Пісня льоду та вогню») перевидало англійською романи Дрюона з винесеним на обкладинку відгуком Мартіна: «Це — оригінальна гра престолів!»
Вікторія Ільчишена сказала про роман: «Цікаво бачити, що часи змінились, світогляд трансформувався, а людський фактор та дії залишились незмінними. Хоча роман історичний, але читається на одному диханні, бо дуже яскраво описані герої.»

## Екранізації
Серію романів було екранізовано двічі — в 1972 і 2005 роках.